# ファイバーゲート
株式会社ファイバーゲートは2つの通信サービス関連事業(レジデンスWi-Fi事業、フリーWi-Fi事業)を展開する企業である。主な事業として、集合住宅に光回線を敷設し、Wi-Fi機器を設置することで入居者へ通信環境を提供するサービスを提供している。店舗や商業施設向けには、光回線又はLTEを利用したWi-Fi機器を設置することで、来訪者向け無料Wi-Fiサービスを提供している。東京、大阪、名古屋、仙台、福岡、台湾にもオフィスを構える。

## 沿革
- 2003年12月 - 本格的に活動を開始。複数拠点企業のネットワーク構築とWebによるブロードバンド回線販売を主業とする
- 2004年2月 - 集合住宅向けインターネット無料サービス事業を開始
- 2005年1月 - 東京都港区に東京オフィスを開設
- 2005年11月 - 集合住宅向けインターネット無料サービスを開始。サービスブランドをFGBB®シリーズに統一
- 2008年9月 - マンスリーマンション向けのインターネット接続事業を開始
- 2009年6月 - フリーWi-Fiサービス『Wi-Fi Nex®』を開始
- 2011年4月 - 大阪市中央区に大阪オフィスを開設
- 2013年6月 - 100％子会社として株式会社NOISを設立
- 2018年3月 - 東京証券取引所マザーズ市場に上場
- 2019年6月 - 東京証券取引所市場第一部（現：プライム市場）に上場市場変更
- 2019年7月 - 札幌証券取引所本則市場に上場
- 2020年1月 - 当社サービスで提供する通信機器およびシステム等の研究、開発を行う100%子会社として株式会社FG-Labを設立
- 2021年 - 不動産の売買、賃貸、運用など不動産関連事業を行う100%子会社として株式会社FGスマートアセットを設立
- 2021年7月 - 再生可能エネルギー事業を行う子会社として株式会社オフグリッドラボを設立
- 2022年 - 不動産の売買や賃貸事業を行う株式会社TMアセットを孫会社化
- 2023年 - 再生可能エネルギー事業の営業を開始

## 事業内容
```
ビジネスユース事業
```

フリーWi-Fiサービス「Wi-Fi Nex®」を主として、[イベントWi-Fi・Wi-Fi BUS®・メディカルWi-Fi・衛星通信Wi-Fi・ワンタッチWi-Fi・SHINOBI Wi-Fi®、観光施設や各種店舗・商店街、商業施設の施設運営者向けに提供。導入された施設を訪れる利用者は利用する通信端末や現在契約している通信キャリアに関わらず、登録手続き等の定められた認証を行うことで、無料で自由にインターネット接続を行うことが可能。加えて、観光地向けには、訪日外国人客向けに多言語接続サポートと観光ガイド機能を備えた「SHINOBI Wi-Fi®」サービス、旅客運送業向けのサービスとして観光バス及び遊覧船等に移動通信体を設置し、乗客へ無料Wi-Fiサービスを提供する移動通信に対応した「Wi-FiBUS®」など様々な空間に対応したフリーWi-Fiサービスを展開。
```
ホームユース事業
```

マンション・アパート等の賃貸物件オーナー向けに全戸一括で入居者が「インターネット無料使い放題」となるインターネット接続の独自ブランドサービス「FGBB」を提供。導入されている物件の入居者様は、月額無料でインターネット接続を行うことが可能。物件オーナー様は保有賃貸物件の機能強化を図ることができ、主に単身者向け物件における入居促進や退去防止の為の有効なサービスとして認知されている。加えて、ご家庭やオフィス等に設置されている電化製品などを、当社の通信サービスとつなげてスマートに利用可能とするIoTソリューションである「FG Home IoT」を展開。Wi-Fi環境の構築やスマートロックの設置など、ホームIoTの実現に必要な各種サービスをワンストップで提供。
```
再生可能エネルギー事業
```

社会課題解決型企業として、再生可能エネルギーを通してSDGsで示されている課題の解決や、ESGに対する地球温暖化等の社会課題の解決を追求。エネルギー事業、特に電力事業は従来より手掛けてきた通信事業と親和性が高く、ローコストで太陽光発電システムを開発できる可能性を見出す。
太陽光発電・太陽光パネル、蓄電池を活用した再生エネルギー事業を展開。（2024年6月現在）
```
不動産事業
```

株式会社FGスマートアセットにて、マンションのエコロジー化を目指す。スマートマンションの開発・仲介を通して、ファイバーゲートグループのWi-Fi技術をベースにしたIoTソリューションの促進に貢献している。

## 受賞
- 2024年 3月 - High-Growth Companies Asia-Pacific 2024 - 4年連続受賞。
- 2023年 5月 - Technology Fast 50 2022 Japan - 5年連続で受賞。
- 2023年 1月 - 日本経済新聞「NEXT Company」 - 自己資本効率（ROE）の5年平均が高い企業の第8位に選出。
- 2021年12月 - EYアントレプレナー・オブ・ザ・イヤー 2021 ジャパン - 代表がUNIQUE BUSINESS部門受賞。
- 2021年 2月 - 日本経済新聞「NEXT1000」 - 自己資本効率（ROE）が高い中堅上場企業の第5位に選出。

## メディア掲載
- 2024年 6月 - 三重テレビ放送「岡三投資ナビ」に出演【全5回】
- 2024年 5月 - 北海道新聞の朝刊に、再生可能エネルギー事業に関する記事が掲載
- 2024年 5月 - 「週刊東洋経済」『｢女性活躍企業｣ランキングTOP100』において、総合18位にランクイン
- 2024年 4月 - 社長と繋がる社長”直結”メディア「社長名鑑」に、代表 猪又將哲のインタビューが掲載
- 2023年12月 - ビジネスメディア「Boot20」に社員のインタビューが掲載
- 2023年12月 - FM PiPi「たじみふるさとWalker」に代表 猪又將哲がゲスト出演
- 2023年 8月 - ニュースメディア『VOIX SDGs』に、集合住宅向け分散型蓄電制御システムが注目ニュースとして掲載
- 2023年 5月 - キャリアパーク就職エージェントの「キャリア地図」にて、専務 濱渦のインタビュー記事が掲載
- 2023年 4月 - デジタルビジネスを加速する専門情報サイト「IT Leaders」に「Tosenbo®」に関する記事が掲載
- 2023年 3月 - HBCラジオ(HBC北海道放送)のラジオ番組 「サンデーモーニングトーク」に代表 猪又將哲がゲスト出演
- 2022年 6月 - 「未来の10倍“成長”株」の紹介メディア「Next ten-Bagger」に、代表 猪又將哲のインタビューが掲載
- 2022年 5月 - テレビ東京・BSテレ東「Newsモーニングサテライト」、地域で奮闘する企業を取り上げる「輝く！ニッポンのキラ星」コーナーにて、代表 猪又將哲のインタビューや当社の事業内容について紹介
- 2022年 4月 - 再生可能エネルギーの専門メディア雑誌「PVeye」に、新世代型SDGs エコロジーマンション「Reunir Gracias 川口」に関する記事が掲載

- 2021年11月 - 札幌テレビ放送（STV）の「my face～挑戦者の肖像～」に代表 猪又將哲が出演
- 2021年11月 - Forbes JAPAN Brand Voiceに、代表 猪又將哲のインタビュー記事が掲載